# Tweede Klasse schaken
De Tweede Klasse is de op twee na hoogste schaakcompetitie voor schaakverenigingen in Nederland. De Tweede Klasse bestaat uit drie poules, de Tweede Klasse A, Tweede Klasse B en Tweede Klasse C van ieder 10 teams. In alle poules wordt er een halve competitie gespeeld. De drie kampioenen alsmede de beste nummer 2 promoveren naar de Eerste Klasse, de nummers negen en tien van alle poules degraderen naar de Derde Klasse.

## Geschiedenis
De Tweede Klasse zoals deze bestaat in huidige vorm is opgericht in 1950. Tot het seizoen 1949/50 bestond de KNSB-competitie uit slechts één landelijke divisie, de Hoofdklasse, met vier regionale groepen. De winnaars van die groepen kwamen tegen elkaar uit in een play-off om het landskampioenschap.
Op de bondsvergadering van de Schaakbond van 5 maart 1949 werd besloten om de Hoofdklasse om te vormen tot één divisie van acht tientallen, met daaronder een divisie met twee parallelle poules (Eerste klasse A en Eerste klasse B). Later werd besloten om onder de Eerste Klasse nog vier parallelle Tweede Klasse-poules (A t/m D) te introduceren. Aanvankelijk bestond elke poule in de Tweede Klasse uit zeven tientallen, later werd dit uitgebreid tot acht. 
Het seizoen 1950/51 was het eerste seizoen waarin deze nieuwe piramidale structuur intrede deed. De teams die als laagst waren geëindigd in hun Hoofdklasse-groep in het seizoen 1949/50 werden ingedeeld de Tweede Klasse. De Tweede Klasse werd verder aangevuld met teams uit de regionale onderbonden.
De Tweede Klasse was het laagste landelijke schaakniveau, maar was niettemin prestigieus. Het was niet eenvoudig om toe te treden. Om een plek te verkrijgen in de Tweede Klasse moest een team eerst kampioen worden in zijn regionale onderbond. Vervolgens moesten play-offs gespeeld worden tegen andere onderbondkampioenen. De winnaars van die play-offs mochten promoveren.
Per het seizoen 1971/72 werd het aantal teams in de Tweede Klasse uitgebreid tot veertig, tien per groep.
Per het seizoen 1986/87 werd de Derde Klasse van de KNSB-competitie ingevoerd. Tegelijk werd besloten om de Tweede Klasse terug te brengen naar drie groepen. Per het seizoen 1998/99 werd de 1-2-4-8 piramide hersteld, maar vanaf het seizoen 2024/25 werd deze weer teruggebracht tot 1-2-3-6.  

## Kampioenen per seizoen
| Seizoen | Kampioen Tweede Klasse A                  | Kampioen Tweede Klasse B                  | Kampioen Tweede Klasse C                  | Kampioen Tweede Klasse D                  | Standen                                   |
| ------- | ----------------------------------------- | ----------------------------------------- | ----------------------------------------- | ----------------------------------------- | ----------------------------------------- |
| 1950/51 | Hengelose Schaakclub                      | Haarlemsch Schaakgezelschap               | Leidsch Schaakgenootschap                 | Het Centrum                               |                                           |
| 1951/52 | Apeldoorns Schaakgenootschap              | De Pion (Amsterdam)                       | Delftsche Schaakclub                      | Wilhelm Steinitz                          |                                           |
| 1952/53 | Unitas                                    | Schaakclub De Dom                         | De Pion (Rotterdam)                       | Heerlensche Schaakvereeniging             |                                           |
| 1953/54 | Strijdt met Beleid                        | Haarlemsch Schaakgezelschap               | Residentie Schaakclub                     | Schaakclub Dordrecht                      |                                           |
| 1954/55 | Unitas                                    | De Dom                                    | DD II                                     | Philips Schaakclub                        |                                           |
| 1955/56 | Apeldoorns Schaakgenootschap              | VAS II                                    | Haagsche Christelijke Schaakvereniging    | Max Euwe Breda                            |                                           |
| 1956/57 | Unitas                                    | De Pion (Amsterdam)                       | RLAC                                      | Arnhemse Schaakvereniging                 |                                           |
| 1957/58 | Strijdt met Beleid                        | ASVU                                      | Leidsch Schaakgenootschap                 | Philips Schaakclub                        |                                           |
| 1958/59 | ESGOO                                     | Amersfoort                                | DD II                                     | Eindhoven II                              |                                           |
| 1959/60 | Zwols Schaakgenootschap                   | ASC II                                    | Spangen II                                | De Dom                                    |                                           |
| 1960/61 | Unitas                                    | VHS                                       | Rotterdam II                              | Max Euwe Breda                            |                                           |
| 1961/62 | VAS III                                   | Philidor Leiden                           | Moerwijk                                  | ASV Arnhem                                |                                           |
| 1962/63 | Unitas                                    | DD II                                     | Charlois                                  | Schaakclub Dordrecht                      |                                           |
| 1963/64 | Schaakclub Groningen                      | VHS                                       | Rotterdam II                              | Strijdt met Beleid                        |                                           |
| 1964/65 | Staunton                                  | Residentie Schaakclub                     | HSG                                       | Spangen II                                | A: B:                                     |
| 1965/66 | Amersfoort                                | Schaakclub Watergraafsmeer                | Delftsche Schaakclub                      | Schaakclub Dordrecht                      |                                           |
| 1966/67 | ESGOO                                     | HSG                                       | VHS                                       | Strijdt met Beleid                        |                                           |
| 1967/68 | Zutphen                                   | Het Oosten (Haarlem)                      | Rotterdam II                              | Europoort                                 |                                           |
| 1968/69 | Schaakclub Groningen                      | Het Witte Paard Koog a/d Zaan             | DD II                                     | Vlissingen                                |                                           |
| 1969/70 | Staunton                                  | HSG                                       | Rotterdam II                              | Europoort                                 |                                           |
| 1970/71 | ESGOO                                     | Amersfoort                                | Overschie                                 | Spangen                                   |                                           |
| 1971/72 | Zutphen                                   | VAS/ASC II                                | DD II                                     | DD III                                    |                                           |
| 1972/73 | ASV Arnhem                                | VHS II                                    | Max Euwe/Morphy                           | SMB II                                    |                                           |
| 1973/74 | Utstud                                    | Het Oosten (Haarlem)                      | Max Euwe/Morphy II (na extra wedstrijd)   | Spangen                                   |                                           |
| 1974/75 | Zwols Schaakgenootschap                   | Het Witte Paard Koog a/d Zaan             | Overschie                                 | Maastricht                                |                                           |
| 1975/76 | BSG II                                    | Philidor Leiden II                        | LSG I                                     | Eindhoven II                              |                                           |
| 1976/77 | Philidor Leeuwarden II                    | Overschie                                 | Het Witte Paard Koog a/d Zaan             | De Wolstad                                |                                           |
| 1977/78 | SC Groningen II                           | HSG                                       | Volmac/Rotterdam II                       | HMC                                       |                                           |
| 1978/79 | ESGOO                                     | Elsevier/VAS II                           | Spangen                                   | Brunssum                                  |                                           |
| 1979/80 | Unitas                                    | Desisco/WGM II                            | Paul Keres II                             | HWP Sas van Gent                          |                                           |
| 1980/81 | Apeldoorns Schaakgenootschap              | Amstelveen                                | Dordrecht                                 | Strijdt met Beleid                        |                                           |
| 1981/82 | BSG II                                    | Amersfoort                                | De Variant                                | GESS                                      |                                           |
| 1982/83 | ESGOO                                     | Weenink                                   | Dordrecht                                 | Krimpen a/d IJssel                        |                                           |
| 1983/84 | Apeldoorns Schaakgenootschap              | Koningsclub                               | L&T/Eindhoven II                          | Utrecht II                                |                                           |
| 1984/85 | ASV                                       | Tal                                       | BSG II                                    | HWP Sas van Gent                          |                                           |
| 1985/86 | Strijdt met Beleid II                     | HWP Zaanstad II                           | Paul Keres                                | Volmac/Rotterdam II                       |                                           |
| 1986/87 | ESGOO                                     | LSG                                       | DSC Delft                                 | ----                                      |                                           |
| 1987/88 | Apeldoorns Schaakgenootschap              | VHS                                       | Groothoofd                                | ----                                      |                                           |
| 1988/89 | Strijdt met Beleid II                     | HMC                                       | De Ooievaar                               | ----                                      |                                           |
| 1989/90 | Amstelveen II                             | VHS                                       | Capelle a/d IJssel                        | ----                                      |                                           |
| 1990/91 | Schaakclub Utrecht II                     | DOS/Nieuw West                            | De Pion Roosendaal                        | ----                                      |                                           |
| 1991/92 | HSG II                                    | Weenink                                   | Strijdt met Beleid II                     | ----                                      |                                           |
| 1992/93 | Caïssa                                    | Purmerend                                 | PION                                      | ----                                      |                                           |
| 1993/94 | Schaakclub Watergraafsmeer                | Paul Keres                                | Strijdt met Beleid II                     | ----                                      |                                           |
| 1994/95 | ESGOO                                     | De Stukkenjagers                          | Dordrecht                                 | ----                                      |                                           |
| 1995/96 | Apeldoorns Schaakgenootschap              | Philidor Leiden                           | Panfox/De Variant II                      | ----                                      |                                           |
| 1996/97 | Lewenborg                                 | Purmerend                                 | Venlo                                     | ----                                      |                                           |
| 1997/98 | Unitas                                    | HWP Zaanstad                              | Paul Keres                                | ----                                      |                                           |
| 1998/99 | Hardenberg                                | Oegstgeest '80                            | De Stukkenjagers                          | ----                                      |                                           |
| 1999/00 | Amstelveen II                             | Tal                                       | De Pion Roosendaal                        | HMC                                       |                                           |
| 2000/01 | Purmerend                                 | Hardenberg                                | Spijkenisse                               | Vianen/DVP                                |                                           |
| 2001/02 | Tal                                       | Fischer Z                                 | RSR/Ivoren Toren                          | Wageningen                                |                                           |
| 2002/03 | Unitas                                    | LSG II                                    | Oegstgeest '80                            | DSC Delft                                 |                                           |
| 2003/04 | Dr. Max Euwe                              | Bloemendaal                               | Spijkenisse                               | SV Voerendaal                             |                                           |
| 2004/05 | VAS                                       | Caïssa                                    | De Pion Roosendaal                        | D4                                        |                                           |
| 2005/06 | Schaakclub Groningen II                   | Euwe                                      | Spijkenisse                               | U-Boat Worx/De Variant II                 |                                           |
| 2006/07 | BSG                                       | De Wijker Toren                           | Oegstgeest '80                            | HMC Calder II                             |                                           |
| 2007/08 | Homburg Apeldoorn II                      | NSI De Eenhoorn                           | DD                                        | Vianen/DVP                                |                                           |
| 2008/09 | Purmerend                                 | Unitas                                    | AAS                                       | De Pion Roosendaal                        |                                           |
| 2009/10 | Dr. Max Euwe                              | SOPSWEPS'29                               | DD                                        | Venlo                                     |                                           |
| 2010/11 | En Passant                                | Kennemer Combinatie II                    | Kennemer Combinatie I                     | HMC Calder II                             |                                           |
| 2011/12 | Soester Schaakclub 1922                   | Amersfoort                                | De Toren Arnhem - VSV 1                   | Vianen/DVP                                |                                           |
| 2012/13 | JSV SISSA                                 | ASV                                       | DSC Delft                                 | Venlo                                     |                                           |
| 2013/14 | Groninger Combinatie II                   | Caissa-Eenhoorn                           | LSG II                                    | Vianen/DVP                                |                                           |
| 2014/15 | HWP Haarlem                               | De Wijker Toren                           | Voorschoten                               | UVS                                       |                                           |
| 2015/16 | SSC 1922                                  | Zukertort Amstelveen II                   | Messemaker 1847                           | Venlo                                     |                                           |
| 2016/17 | JSV SISSA II                              | AAS                                       | HWP Haarlem                               | De Pion Roosendaal                        |                                           |
| 2017/18 | SG Max Euwe                               | Caissa-Eenhoorn                           | Voorschoten                               | Vianen/DVP                                |                                           |
| 2018/19 | Groninger Combinatie II                   | Kennemer Combinatie II                    | LSG II                                    | Krimpen aan den IJssel                    |                                           |
| 2019/20 | Geen kampioen i.v.m. coronapandemie       | Geen kampioen i.v.m. coronapandemie       | Geen kampioen i.v.m. coronapandemie       | Geen kampioen i.v.m. coronapandemie       | Geen kampioen i.v.m. coronapandemie       |
| 2020/21 | Geen competitie i.v.m. de coronapandemie. | Geen competitie i.v.m. de coronapandemie. | Geen competitie i.v.m. de coronapandemie. | Geen competitie i.v.m. de coronapandemie. | Geen competitie i.v.m. de coronapandemie. |
| 2021/22 | MSV                                       | Purmerend                                 | DD                                        | Venlo                                     |                                           |
| 2022/23 | Groninger Combinatie II                   | SOPSWEPS'29                               | VAS                                       | ASV                                       |                                           |
| 2023/24 | Assen                                     | Spijkenisse                               | Europarcs Autovakmeester Schaap MACh      | Blerick                                   |                                           |
| 2024/25 | Philidor 1847                             | Purmerend                                 | Veenendaal                                | ---                                       |                                           |